# Joseph Mboui
Pour les articles homonymes, voir Mboui.
Joseph Mboui, né le 21 avril 1938 à Etouha (Sanaga Maritime) et mort le 27 février 2017 à Poissy, est un universitaire et homme politique camerounais, membre du Rassemblement démocratique du peuple camerounais.

## Parcours scolaire et universitaire
Joseph Mboui obtient son baccalauréat philo en 1959 au lycée Joss de Douala.
Titulaire d'un Doctorat d’État Sciences sociales, option sociologie-anthropologie, obtenu en 1971, il devient Chargé de cours complémentaires à l’Université de Bordeaux entre 1963 et 1971 et cumulativement chercheur au Centre national de la recherche scientifique (CNRS).
À 33 ans, il devient en 1971 le plus jeune Doyen de Faculté de l’université fédérale du Cameroun, fonction qu'il occupera de 1971-1974.
Entre 1975 et 1976, Joseph Mboui est directeur de l’Institut des sciences humaines.

## Parcours administratif et politique

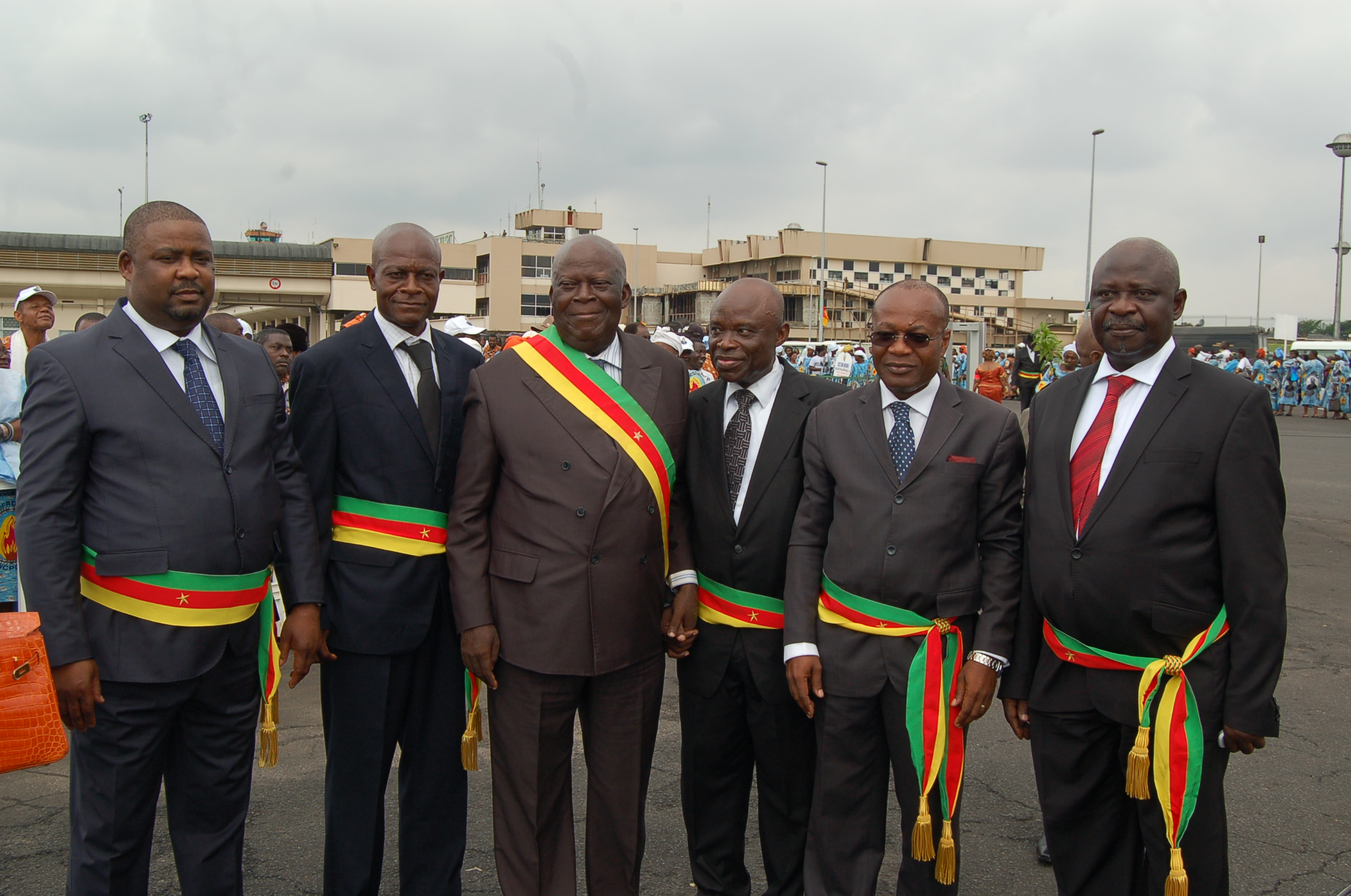
Joseph Mboui entouré des maires de la Sanaga Maritime.

Figure de proue de l'éducation au Cameroun, le Pr Joseph Mboui entame sa carrière administrative dans les services du Premier ministre où il occupe pendant huit ans, le poste de conseiller technique (1976-1984). Il est nommé en 1984 secrétaire général du ministère de l’Éducation nationale jusqu'au 23 avril 1989 date de sa nomination comme secrétaire général du ministère des Mines.
Il devient ministre de l’Éducation nationale du Cameroun de 1989 à 1992. Il est surnommé « multiplicateur des lycées » grâce à une politique volontariste de création de centaines des lycées et collèges publics d’enseignement général et technique dans toute l'étendue du territoire. Ces efforts ont été salués car ils ont permis de rapprocher les élèves aussi bien en milieu rural qu'urbain de leurs établissements scolaires. Toutefois, des critiques ont aussi relevé la création de certains établissements sans infrastructures ni enseignants mais aussi son incapacité à stopper les fuites des épreuves aux examens officiels.
Pour réduire la montée de l'Union des Populations du Cameroun dans la Sanaga depuis l'ouverture démocratique de 1990, il participe aux élections législatives en 1992 où il conduit la liste du RDPC et il perd ses élections face à l'UPC qui obtient la majorité des sièges de ce département.
En 2002, il est élu pour la première fois à l’Assemblée nationale. Il est réélu en 2007 et 2013. Homme politique engagé, il a été membre titulaire du Comité central du Rdpc et président de la section Rdpc de la Sanaga-Maritime. Il est député de la Sanaga Maritime jusqu'en 2017.

## Actions diplomatiques et sociales
De 2001 à 2007, Joseph Mboui occupa les fonctions de vice-président du groupe Afrique au sein du Conseil exécutif de l’Organisation des Nations unies pour l’Éducation, la Science et la Culture (UNESCO),.
Joseph Mboui était engagé au sein de la communauté Bassa-Mpoo-Bati. Il co-fonde l’association Mbog li a'a qui organise le festival Mbog Liaa. La structure d'organisation de ce festival porte le nom de Joseph Mboui.
Il meurt à Poissy le 27 février 2017 de suite de maladie,.

## Œuvres
- Mbog Liaa, le pays de la grotte : ou le savoir social du peuple Basa : textes et documents Basa (Sud-Cameroun) : Thèse 3e cycle, Bordeaux, 1967
- (en collaboration avec Pierre Ngijol), Mingen mi hilun nkod hilun le ebog (bikeg) ngog bilon. 1980 - 58 p.
- Médecine et magie chez les Basa du Sud-Cameroun. Hôtel des Sociétés Savantes, 1967 - 8 p.
- Essai sur la vie domestique des Basa du Sud-Cameroun. 1971 - 1896 p.
- (en collaboration avec Ngog Bilon et Pierre Ngijol Ngijol), Les chants du luth: poème tragique 25 p.